# Riem Spielhaus

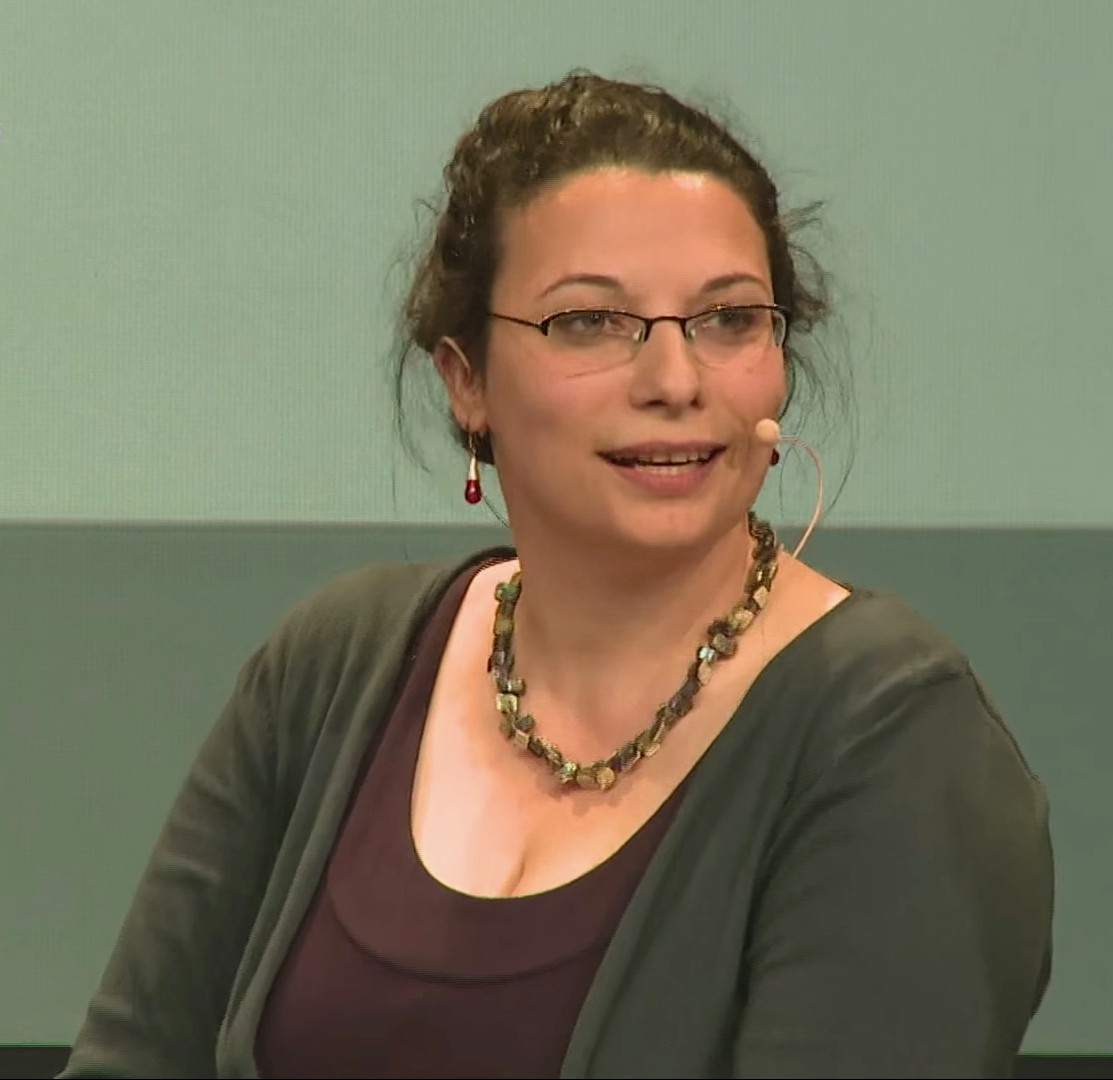
Riem Spielhaus (2015)

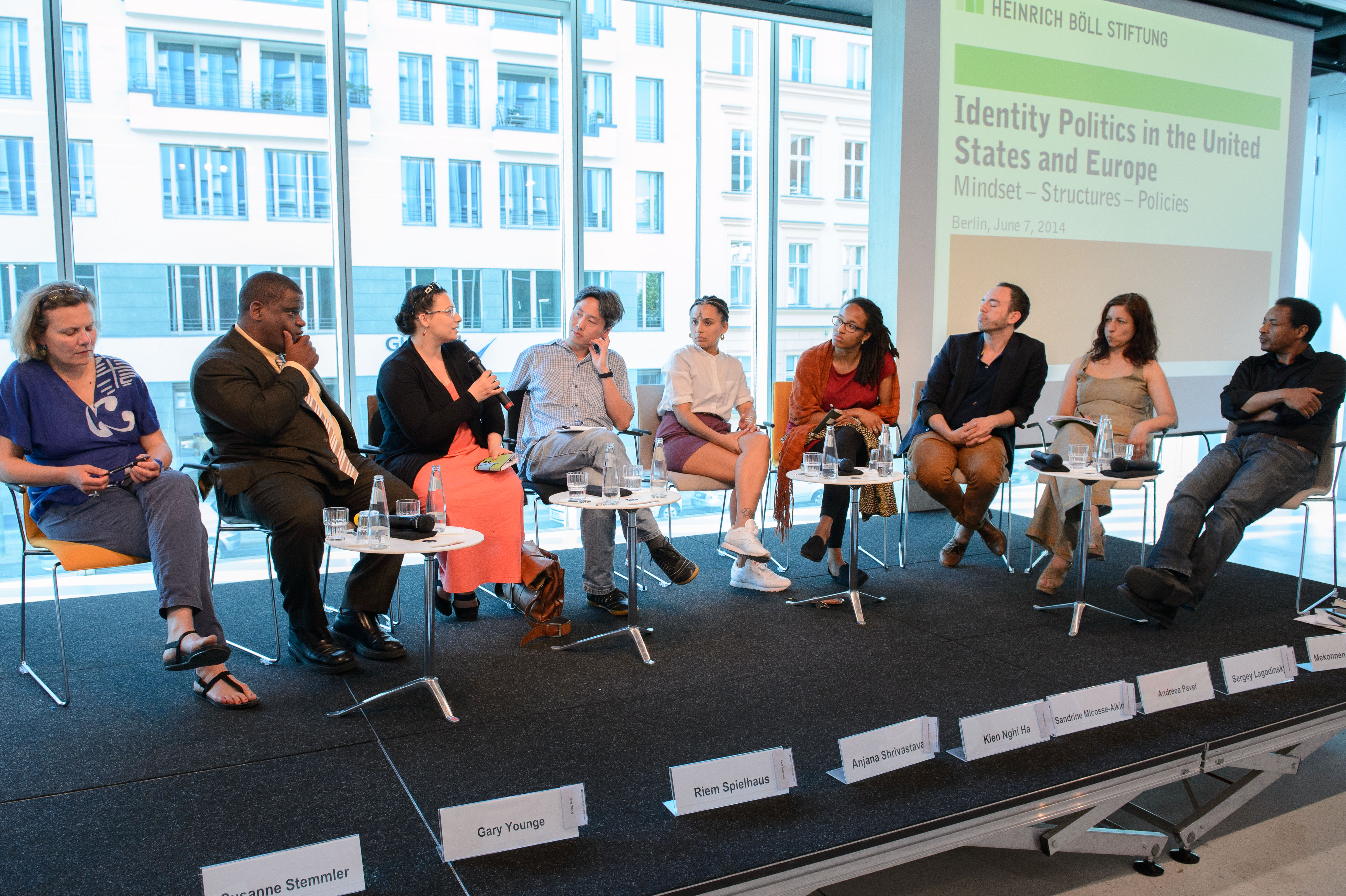
V. l. n. r. Susanne Stemmler, Gary Younge, Riem Spielhaus, Kien Nghi Ha, Andreea Pavel, Sandrine Micosse-Aikins, Sergey Lagodinsky, Anjana Shrivastava, Mekonnen Mesghena (2014)

Riem Spielhaus (* 1974 in Berlin-Mitte) ist eine deutsche Islamwissenschaftlerin. Sie ist Professorin für Islamwissenschaft an der Georg-August-Universität Göttingen und leitet die Abteilung „Wissen im Umbruch“ am Leibniz-Institut für Bildungsmedien | Georg-Eckert-Institut (GEI) in Braunschweig.
Sie forscht und publiziert hauptsächlich zu muslimischen Minderheiten mit den Schwerpunkten Wissensproduktion und -verbreitung zum Thema Islam sowie islamisches Gemeindeleben, Identitätspolitiken und Institutionalisierung des Islams in Europa. Im Ehrenamt ist sie Schatzmeisterin des Rats für Migration.

## Leben
Riem Spielhaus wuchs als Tochter der deutschen Linguistin Catherine Griefenow-Mewis und des in der DDR lebenden ägyptischen Karikaturisten und Cartoonisten Nabil El Solami in Berlin-Pankow und Berlin-Hellersdorf auf. Ab 1994 studierte sie Islamwissenschaften und Afrikawissenschaften an der Humboldt-Universität zu Berlin und schloss 2001 mit dem Grad Magistra Artium ab.
Von 2002 bis 2003 war sie Referentin für den Themenbereich Religionen Zugewanderter im Arbeitsstab der Beauftragten der Bundesregierung für Migration, Flüchtlinge und Integration Marieluise Beck. Ab 2002 war sie als wissenschaftliche Mitarbeiterin im Bereich Islamwissenschaft des nichtarabischen Raumes (bei Peter Heine) am Institut für Asien- und Afrikawissenschaften der Humboldt-Universität tätig. Gemeinsam mit der Stadtethnologin Alexa Färber veröffentlichte sie 2006 die Studie Islamisches Gemeindeleben in Berlin.
Mit ihrer Dissertation zum Thema Wer ist hier Muslim? Die Entwicklung eines islamischen Bewusstseins in Deutschland zwischen Selbstidentifikation und Fremdzuschreibung wurde sie 2008 an der Humboldt-Universität promoviert. Sie erhielt dafür 2010 den Augsburger Wissenschaftspreis für Interkulturelle Studien, im folgenden Jahr wurde die Schrift in der Reihe Muslimische Welten des Ergon-Verlags veröffentlicht und auch außerhalb von Fachrezensionen besprochen.
Von 2010 bis 2012 war sie Post-Doc Fellow am Centre for European Islamic Thought an der Theologischen Fakultät der Universität Kopenhagen tätig, wo sie einen Vergleich quantitativer Erhebungen unter Musliminnen und Muslimen in Westeuropa seit 2001 leitete. Von 2012 bis 2016 forschte Riem Spielhaus am Erlanger Zentrum für Islam und Recht in Europa (EZIRE) der Friedrich-Alexander-Universität Erlangen-Nürnberg zur rechtlichen Anerkennung des Islams in Deutschland. Ab 2016 leitete sie zunächst die Abteilung Schulbuch und Gesellschaft, nach einer Umstrukturierung die Abteilung Wissen im Umbruch, am Braunschweiger Georg-Eckert-Institut (GEI), und ist Professorin an der Georg-August-Universität Göttingen. Im Rahmen ihrer Forschung analysiert sie Fragen von Geschichtskultur, Erinnerungpraxis und der Konstruktion kultureller Identitäten in Schulbüchern und Unterricht in Europa, der Türkei und den palästinensischen Gebieten.
Nachdem die Palästinensische Autonomiebehörde nach einer Lehrplanreform zu allen Schulfächern 2017/18 neue Lehrbücher veröffentlicht hatte, beauftragte die Europäische Union das GEI mit der Durchführung einer umfassenden Schulbuch- und Lehrplananalyse. Spielhaus wurde Leiterin des Projekts. Nachdem 2020 Inhalte des Analyseprozesses unbeabsichtigt an die Öffentlichkeit gelangt waren, kam es in dessen Folge zu einer Reihe kritischer Presseberichte, die sich gegen und nach Ende des Projektes 2021 fortsetzten. So beschrieb am 18. Juni 2021 der Berliner Tagesspiegel die veröffentlichten Projektergebnisse zur Untersuchung der 190 zwischen 2017 und 2020 von den Pal. Autonomiebehörden herausgegebenen Schulbücher als „Skandalstudie“. Es gebe darin, so der Tagesspiegel, „viele zweifelhafte Interpretationen, Auslassungen und andere Unregelmäßigkeiten. Zum Beispiel was die Verherrlichung von Terrorismus und Morden an Zivilisten betrifft“. Nach Aussage der israelischen NGO IMPACT-SE, die der Tagesspiegel zitiert, „hätten die deutschen Forscher in einigen der untersuchten Bücher Aufhetzung und Antisemitismus ignoriert“. Es „fehlten etwa in Landkarten der Schulbücher sowohl der Staat Israel als auch Städte wie Tel Aviv“ – dies, so der Tagesspiegel, „werde vom GEI als 'wichtiges vereinigendes Symbol palästinensischer Identität' gerechtfertigt“. Wo im Rahmen der Studienerstellung „die Autoren in den Schulbüchern diverse Stellen entdeckt [hätten], die für 'Frieden werben oder Toleranz gegenüber Israelis zeigen'“, wurde dies „als Zeichen für 'sorgfältige Überlegung und Differenzierung gegenüber Israelis' gewertet“. In Wahrheit hätten die Wissenschaftler nach Angaben der Zeitung in jenen Fällen lediglich solche Schulbücher untersucht, „mit denen arabische Schüler in Ostjerusalem unterrichtet werden“, welche jedoch „vom Staat Israel bezahlt und gestellt“ würden. Die Forscher des GEI hätten diesen Umstand „nicht erkannt und die aus diesen Büchern stammenden Stellen fälschlicherweise als lobenswerte Reformschritte der Palästinenser deklariert“. Das Versprechen Spielhaus', dies „transparent“ im Bericht „aufschlüsseln“ zu lassen, sei, so der Pressebericht, nicht eingehalten worden: „Stattdessen werden die zunächst versehentlich für palästinensische Bücher gehaltenen Bände nun - ganz ohne die von Spielhaus vesprochene Transparenz - vorgestellt und analysiert, als gehörten sie selbstverständlich zum Auftrag der Studie“. Auf solche und andere Vorwürfe, sowie häufige Fragen, reagierte das GEI mit der Veröffentlichung eines FAQ. Darin heißt es zum Vorwurf der Untersuchung der „falschen“ Schulbücher, dass jene sieben Bücher aus Ostjerusalem „in einem separaten Kapitel ausgewiesen und beschrieben“ seien.
Spielhaus war 2004 Gründungsmitglied der Muslimischen Akademie in Deutschland. 2006 wurde sie vom Bundesministerium des Innern als beratendes Mitglied eines Gesprächskreises der Deutschen Islamkonferenz eingeladen und war bis 2009 ständiges Mitglied mehrerer Dialogforen. Seit 2008 ist Riem Spielhaus Fellow des Transatlantic Forum on Migration and Integration (TFMI), einer internationalen Plattform für junge Fachkräfte im Themenfeld Migration und Integration, koordiniert vom German Marshall Fund und der Robert Bosch Stiftung. Zusammen mit dem Rechtswissenschaftler Martin Herzog erstellte sie für die Friedrich-Ebert-Stiftung ein Gutachten zu dem Thema der rechtlichen Anerkennung des Islam als Religionsgemeinschaft in Deutschland (2015). Seit 2021 ist Spielhaus Mitglied des Wissenschaftlichen Beirats des staatlich geförderten Islamkolleg Deutschland e. V.

## Auszeichnungen
- 2010: Augsburger Wissenschaftspreis für Interkulturelle Studien
- 2014: Renate-Wittern-Sterzel-Preis, Gleichstellungspreis der Universität Erlangen-Nürnberg für Idee und Organisation der Tagung „Frauen in der Islamischen Theologie“

## Publikationen
- mit Alexa Färber (Hrsg.): Islamisches Gemeindeleben in Berlin. Beauftragter des Senats von Berlin für Integration und Migration, Berlin 2006, ISBN 3-938352-14-0.
- mit Ayfer Durdu, Anke Bentzin, Jeanine Dagyeli, Kira Kosnick (Hrsg.): Islam auf Sendung. Islamische Fernsehsendungen im Offenen Kanal Berlin. Dağyeli Verlag, Berlin 2007, ISBN 978-3-935597-45-6.
- mit Anke Bentzin, Henner Fürtig, Thomas Krüppner (Hrsg.): Zwischen Orient und Okzident. Studien zu Mobilität von Wissen, Konzepten und Praktiken. Herder Verlag, Freiburg 2010, ISBN 978-3-451-30296-1.
- Neue Gemeinschaften. In: Hilal Sezgin (Hrsg.). Manifest der Vielen. Deutschland erfindet sich neu. Blumenbar Verlag, Berlin 2011, ISBN 978-3-936738-74-2.
- Wer ist hier Muslim? Die Entwicklung eines islamischen Bewusstseins in Deutschland zwischen Selbstidentifikation und Fremdzuschreibung. Ergon Verlag, Würzburg 2011, ISBN 978-3-89913-848-1.

Gutachten
- mit Martin Herzog: Die rechtliche Anerkennung des Islams in Deutschland. Herausgegeben von Dietmar Molthagen für die der Friedrich-Ebert-Stiftung, Berlin 2015. PDF